# Argyroglottis
Argyroglottis é um género botânico pertencente à família Asteraceae.